# Ciclismo nos Jogos Olímpicos de Verão de 2016 - Velocidade por equipes feminino

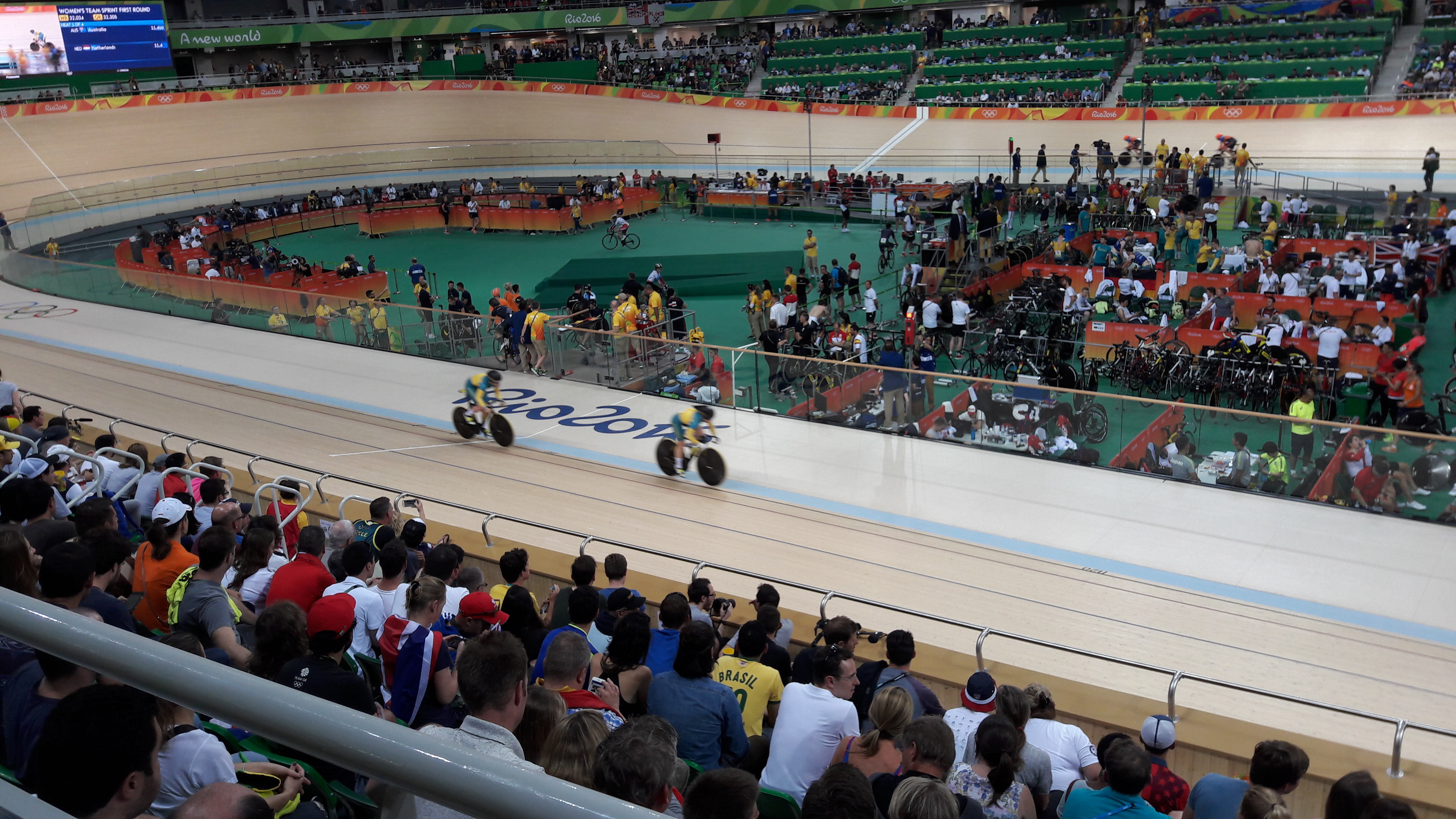
Velódromo durante uma das baterias da velocidade por equipes.

A prova de velocidade por equipes feminino do ciclismo nos Jogos Olímpicos de Verão de 2016 foi disputada no dia 12 de agosto no Velódromo Municipal do Rio.

## Calendário
Horário local (UTC-3)
| Dia          | Horário | Fase          |
| ------------ | ------- | ------------- |
| 12 de agosto | 16:00   | Qualificação  |
| 12 de agosto | 17:00   | Primeira fase |
| 12 de agosto | 8:15    | Final         |

## Medalhistas
|  | CHN China                 |  | RUS Rússia                       |  | GER Alemanha                |
|  | Gong Jinjie Zhong Tianshi |  | Daria Shmeleva Anastasia Voynova |  | Kristina Vogel Miriam Welte |

## Resultados

### Qualificação
As oito equipas mais rápidas se qualificam para a segunda fase.
| Pos. | CON               | Ciclistas                        | Resultado | Notas |
| ---- | ----------------- | -------------------------------- | --------- | ----- |
| 1    | CHN China         | Gong Jinjie Zhong Tianshi        | 32.305    | Q,    |
| 2    | RUS Rússia        | Daria Shmeleva Anastasia Voynova | 32.655    | Q     |
| 3    | GER Alemanha      | Kristina Vogel Miriam Welte      | 32.673    | Q     |
| 4    | AUS Austrália     | Anna Meares Stephanie Morton     | 32.881    | Q     |
| 5    | NED Países Baixos | Laurine van Riessen Elis Ligtlee | 33.189    | Q     |
| 6    | FRA França        | Sandie Clair Virginie Cueff      | 33.625    | Q     |
| 7    | CAN Canadá        | Kate O'Brien Monique Sullivan    | 33.735    | Q     |
| 8    | ESP Espanha       | Tania Calvo Helena Casas         | 33.891    | Q     |
| 9    | NZL Nova Zelândia | Natasha Hansen Olivia Podmore    | 34.346    |       |

### Primeira fase
O alinhamento dos grupos foi realizado da seguinte maneira:
- Bateria 1 - 4º x 5º qualificado
- Bateria 2 - 3º x 6º qualificado
- Bateria 3 - 2º x 7º qualificado
- Bateria 4 - 1º x 8º qualificado

Os vencedores de cada bateria são classificados no tempo, a partir do qual os dois melhores disputam a medalha de ouro, e os outros dois melhores disputam a medalha de bronze.
| Pos. | Bateria | CON               | Ciclistas                        | Resultado | Notas |
| ---- | ------- | ----------------- | -------------------------------- | --------- | ----- |
| 1    | 4       | CHN China         | Gong Jinjie Zhong Tianshi        | 31.928    | Q,    |
| 2    | 3       | RUS Rússia        | Daria Shmeleva Anastasia Voynova | 32.324    | Q     |
| 3    | 1       | AUS Austrália     | Anna Meares Stephanie Morton     | 32.636    | Q     |
| 4    | 2       | GER Alemanha      | Kristina Vogel Miriam Welte      | 32.806    | Q     |
| 5    | 1       | NED Países Baixos | Laurine van Riessen Elis Ligtlee | 32.792    |       |
| 6    | 2       | FRA França        | Sandie Clair Virginie Cueff      | 33.517    |       |
| 7    | 4       | ESP Espanha       | Tania Calvo Helena Casas         | 33.531    |       |
| 8    | 3       | CAN Canadá        | Kate O'Brien Monique Sullivan    | 33.684    |       |

### Final
| Pos.                | CON           | Ciclistas                        | Resultado | Notas |
| ------------------- | ------------- | -------------------------------- | --------- | ----- |
| Disputa pelo bronze |               |                                  |           |       |
| Medalha de bronze   | GER Alemanha  | Kristina Vogel Miriam Welte      | 32.636    |       |
| 4                   | AUS Austrália | Anna Meares Stephanie Morton     | 32.658    |       |
| Disputa pelo ouro   |               |                                  |           |       |
| Medalha de ouro     | CHN China     | Gong Jinjie Zhong Tianshi        | 32.107    |       |
| Medalha de prata    | RUS Rússia    | Daria Shmeleva Anastasia Voynova | 32.401    |       |